# カーテン (推理小説)
『カーテン―ポアロ最後の事件』（カーテン―ポアロさいごのじけん、原題：Curtain: Poirot's Last Case）は、1975年に刊行されたアガサ・クリスティの長編推理小説。エルキュール・ポアロのデビュー作『スタイルズ荘の怪事件』の「スタイルズ荘」を舞台に描かれた、ポアロシリーズ最後の事件。

## 解説
本作はポアロシリーズの完結を目的として、ミス・マープルシリーズ最終作『スリーピング・マーダー』と共に1943年に執筆され、死後出版の契約がなされていた物である。しかし、出版社にせっつかれる形で1975年にクリスティが公開の許可を出す。本作が公開されたその翌1976年にクリスティは死去している。

## あらすじ
友人のエルキュール・ポアロから誘いを受け、再びスタイルズ荘に訪れることになったアーサー・ヘイスティングズ大尉。しかし歳月は流れ、老朽化したスタイルズ荘と老いた2人に、かつての古きよき面影は残っていなかった。
ポアロはヘイスティングズに一見無関係に見える5つの殺人事件を提示する。これらの殺人事件の裏には全てある人物が関わっており、その人物は今、このスタイルズ荘に滞在しているという。
老いてなお推理力はいささかも衰えていないというポアロだが、手足の自由が効かなくなってしまっていたため、ヘイスティングズにその人物Xの情報収集を依頼する。しかし、ポアロはXは誰なのか明かそうとはしなかった。
ポアロはスタイルズ荘で起きた事件の犯人を知っていた。しかし、それを明かすことなく死の床につく。残された手がかりはシェイクスピアの『オセロ』だった。困惑したヘイスティングズに、ついにポアロ最期の告白書が届く。その中でポアロはヘイスティングズ自身が知らないうちに犯人の殺人の手伝いをさせられていた事実を告げ、自分がXを倒すために「探偵」としての一線を越えてしまったことを告白する。そしてその裁きを自らに下す、とも記していた。その裁きの方法とは発作が起こった時にあえて薬を飲まないというものであった。

## 登場人物
- エルキュール・ポアロ - 私立探偵
- アーサー・ヘイスティングズ大尉 - ポアロの友人
- ジュディス・ヘイスティングズ - ヘイスティングズの娘
- ジョージ・ラトレル - 今のスタイルズ荘の持ち主
- デイジー・ラトレル - ジョージの妻
- スティーヴン・ノートン - スタイルズ荘の泊まり客
- ウィリアム・ボイド・キャリントン - スタイルズ荘の泊まり客
- ジョン・フランクリン - スタイルズ荘の泊まり客
- バーバラ・フランクリン - スタイルズ荘の泊まり客
- アラートン - スタイルズ荘の泊まり客
- エリザベス・コール - スタイルズ荘の泊まり客
- クレイヴン - バーバラの看護婦
- カーティス - ポアロの従僕
- ジョージ - ポアロの元従僕

## 映像作品
『Curtain: Poirot's Last Case』
2013年11月13日、イギリスの人気長寿TVドラマ『名探偵ポワロ』の最終作として放映された作品。
日本での放映は2014年10月6日、邦題は『カーテン~ポワロ最後の事件~』であり、文字通り最後に放送された作品である。ただし、最後の撮影は本作ではなく、『死者のあやまち』である。これは、ポワロを演じたデヴィッド・スーシェが「ポワロの25年間を明るく終えたい」と希望したためである。